# 9月8日
9月8日（くがつようか）は、グレゴリオ暦で年始から251日目（閏年では252日目）にあたり、年末まであと114日ある。

## できごと

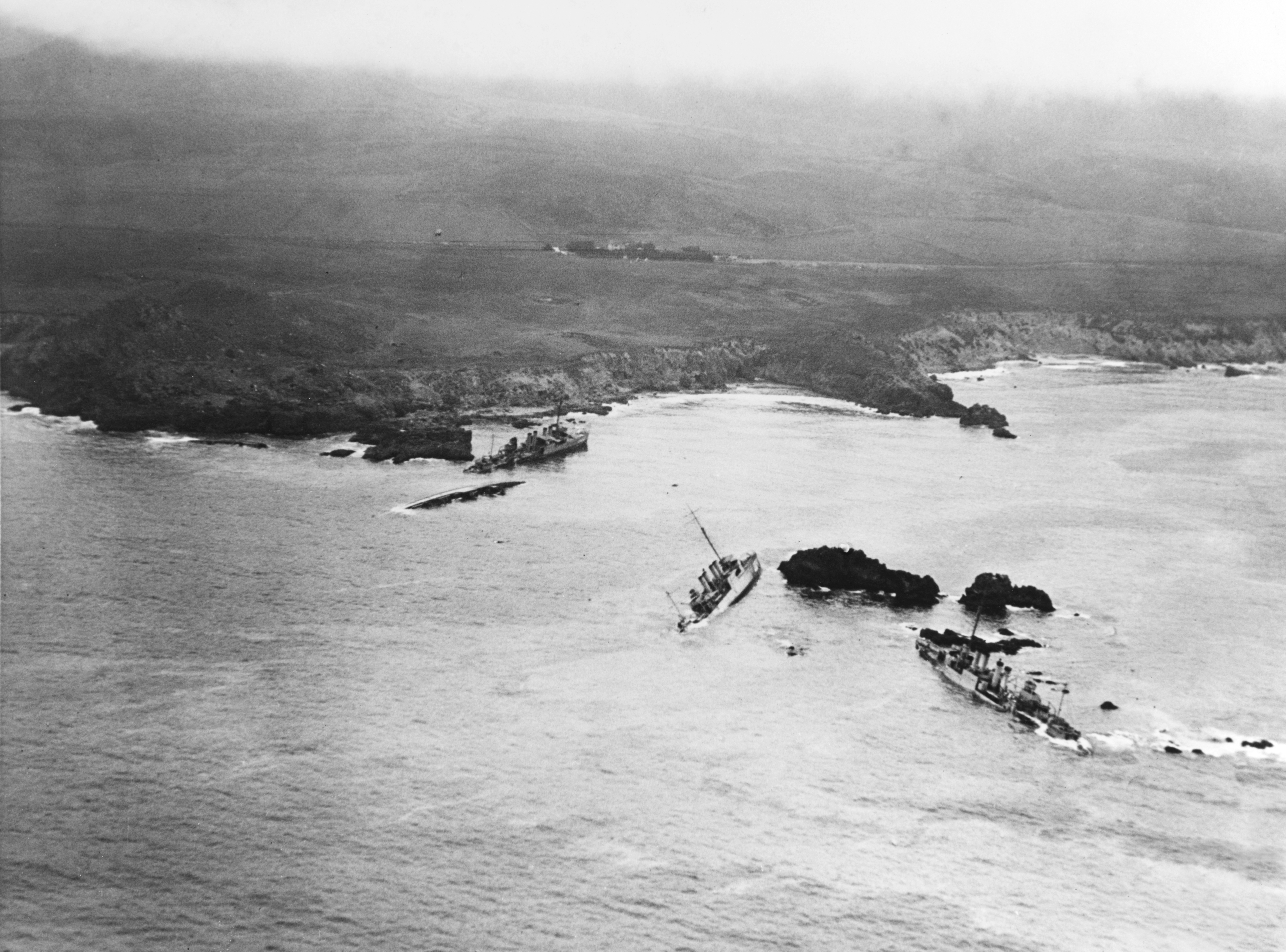
米海軍の駆逐艦7隻が座礁したホンダポイント遭難事件(1923)

- 617年 - 霍邑の戦い（英語版、中国語版）。李淵が隋軍に勝利。
- 771年 - コンスタンティノス6世が東ローマ帝国イサウリア朝（シリア朝）の第4代皇帝として即位。
- 1011年 - ヨムスヴァイキングの司令官のっぽのトルケル率いるデーン人ヴァイキングがカンタベリーに向けて進軍を開始した。その後3週間市街を包囲し、占領した。
- 1100年 - テオドリクスがこの日に死したクレメンス3世の後を継ぎハインリヒ4世の皇帝派の擁立でパスカリス2世の対立教皇になる。
- 1180年（治承4年8月17日） - 源頼朝が伊豆国で挙兵する[1]。
- 1264年 - ボレスワフ敬虔公がカリシュの法令を発令。
- 1298年 - クルツォラ戦争: クルツォラの海戦。
- 1322年 - ミュールドルフの戦い（英語版）、バイエルン公国とオーストリアの戦い。
- 1331年 - ステファン・ウロシュ4世ドゥシャンがセルビア王に即位。1346年にはセルビア皇帝として即位。
- 1380年 - クリコヴォの戦い。ルーシがタタールに初めて勝利。
- 1504年 - ミケランジェロ作の「ダビデ像」の公開がはじまる。
- 1514年 - 第4次モスクワ・リトアニア戦争（英語版）: オルシャの戦い（英語版）。
- 1565年 - マルタ包囲戦: オスマン帝国軍がマルタ島からの撤退を開始。
- 1566年 - オスマン・ハプスブルク戦争: スィゲトヴァール包囲戦が終結、オスマン帝国がスィゲトヴァール要塞を制圧しブディン州に編入。
- 1600年（慶長5年8月1日） - 伏見城の戦いが終結。伏見城が落城。
- 1612年 - サン・ルイスが建設される。
- 1755年 - フレンチ・インディアン戦争: ジョージ湖の戦い。
- 1756年 - フレンチ・インディアン戦争: キッタニング遠征（英語版）。
- 1761年 - ジョージ3世とシャーロット・オブ・メクレンバーグ＝ストレリッツが結婚。
- 1781年 - アメリカ独立戦争: ユートースプリングスの戦い。
- 1793年 - フランス革命戦争: オンショオットの戦い（英語版）。
- 1794年 - ヴァンデー反乱: ラ・ルリエールの戦い（フランス語版）。
- 1796年 - フランス革命戦争: バッサーノの戦い（英語版）。
- 1813年 - 半島戦争: サン・セバスティアン包囲戦が終了、略奪が始まる。
- 1831年 - イギリス王ウィリアム4世が戴冠。

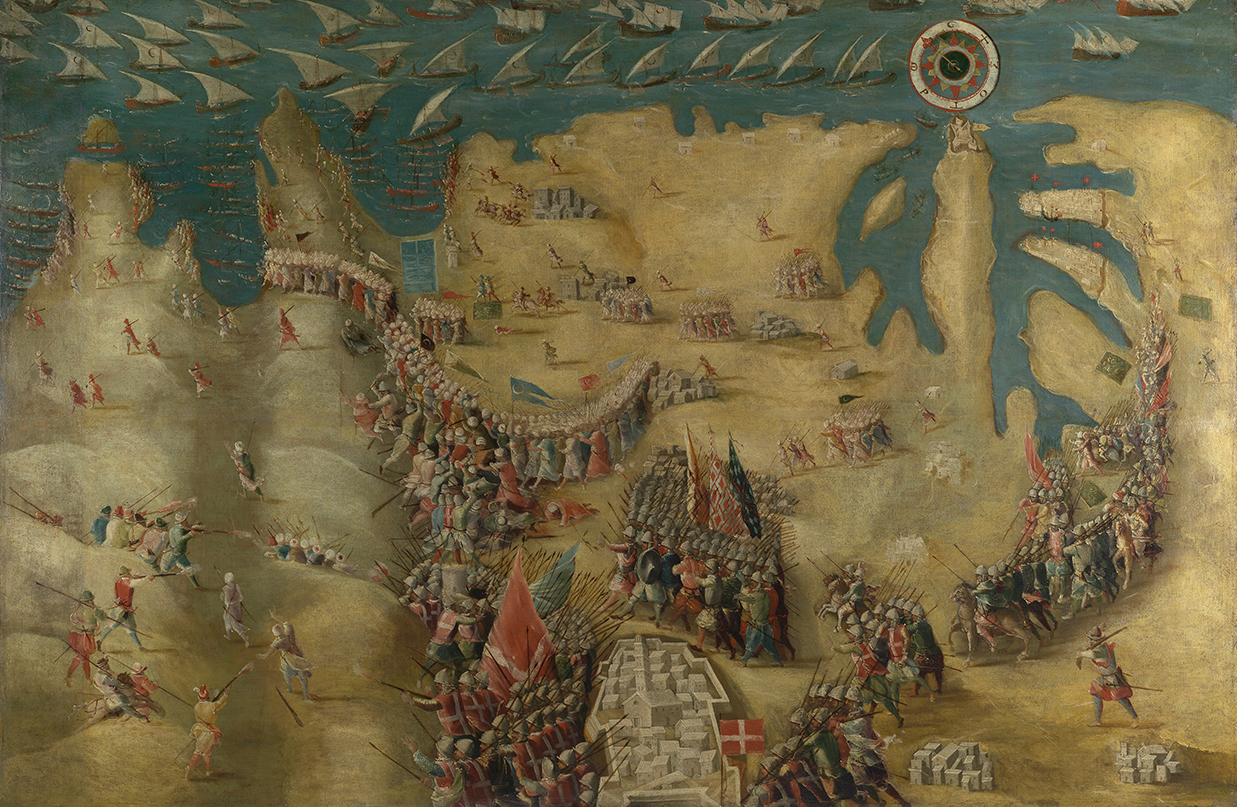
マルタ包囲戦 (1565) 、オスマン帝国軍が撤退開始。マルタでは祝日「勝利の日」となっている。

- 1831年 - 11月蜂起: ワルシャワの戦い (1831年)（英語版）が終結。
- 1847年 - 米墨戦争: モリノ・デル・レイの戦い。
- 1855年 - クリミア戦争・セヴァストポリ包囲戦: マラコフの戦い（英語版）。
- 1862年 - ロシア建国一千年祭記念碑像が建立。
- 1863年 - 南北戦争: 第2次サビーンパスの海戦（英語版）。
- 1888年 - イングランドのフットボールリーグが発足する。
- 1888年 - 切り裂きジャックによる2人目の犠牲者アニー・チャップマンの遺体が発見される。
- 1892年 - 人気子供雑誌 ユースズ・コンパニオン誌（英語版）に初めて忠誠の誓いが発表される。
- 1900年 - ハリケーンがテキサス州の州都ガルベストンに上陸。高潮により市街が壊滅し、6000人以上が死亡。
- 1904年 - 屯田兵廃止。
- 1907年 - 北海道の狩勝トンネルが完成し、旭川から釧路までが鉄道（現 根室本線）でつながる。
- 1907年 - 小惑星シェヘラザード発見。
- 1910年 - 山田猪三郎が製作した初の国産飛行船「山田式1号飛行船」が初飛行。
- 1913年 - 小惑星ブレンデリア発見。
- 1923年 - ホンダポイント遭難事件。アメリカ海軍の駆逐艦7隻が位置測定の誤りにより座礁。23人が死亡。
- 1926年 - ドイツが国際連盟に加盟[2]。
- 1930年 - 3M社がセロハンテープの販売を開始[3]。
- 1932年 - 小惑星シャンタル（英語版）発見（小惑星番号1707）。
- 1933年 - ガージー1世・ビン・ファイサルがイラク王に即位。
- 1934年 - モロ・キャッスル号火災事故発生。
- 1935年 - 米議員のヒューイ・ロングが銃撃を受ける（ヒューイ・ロング暗殺事件）。10日に死亡。
- 1939年 - P-66戦闘機の試作機・V-48が初飛行する。
- 1941年 - 第二次世界大戦・独ソ戦: レニングラード包囲戦が始まる。
- 1943年 - 第二次世界大戦: イタリアが連合国への無条件降伏を受諾し講和を結ぶ。
- 1943年 - 第二次世界大戦: コルシカ島解放戦（フランス語版）開始。
- 1944年 - 第二次世界大戦: ナチス・ドイツがロンドンへの初のV2ロケットによる攻撃を行う。
- 1944年 - 第二次世界大戦: 米第1軍第7軍団第3機甲師団（英語版）がリエージュを解放する。
- 1945年 - 東京でアメリカ占領軍の進駐式が行われ、ジープで東京に進駐を開始。
- 1945年 - 第二次世界大戦・ブーゲンビル島の戦い: ブーゲンビル島タロキナで日本陸軍第17軍司令官神田正種陸軍中将と第八艦隊司令長官鮫島具重海軍中将が米英豪新軍への降伏文書に署名。
- 1945年 - 第二次世界大戦・ミンダナオ島の戦い: 日本陸軍第30師団長両角業作陸軍中将がマライバライで米第31歩兵師団（英語版）に対する降伏文書に署名する。
- 1945年 - 第二次世界大戦・ボルネオの戦い: 日本海軍第二南遣艦隊第22特別根拠地隊司令官鎌田道章海軍中将がバリクパパン沖の豪フリゲートバーデキン上で豪第7師団（英語版）に対する降伏文書に署名する[4]。
- 1945年 - 第二次世界大戦: クサイ島の日本陸軍第31軍南洋第2支隊長原田義和陸軍中将が米第96.15.1任務隊に対する降伏文書に駆逐艦ハイマン（英語版）上で署名する。(コスラエ州解放記念日)
- 1946年 - ブルガリアで国民投票により王制の廃止が決定[5]。
- 1951年 - サンフランシスコ平和条約・日米安全保障条約調印。
- 1954年 - 東南アジア条約機構 (SEATO) が発足。
- 1963年 - アルジェリアで新憲法（Constitution algérienne de 1963）が国民投票で採択。
- 1966年 - 米NBCがスタートレックシリーズの放映を開始。
- 1967年 - サーベイヤー5号が打ち上げ。
- 1971年 - 林彪事件: 中国共産党の林彪副主席による毛沢東暗殺計画が失敗。13日、飛行機で逃亡中に墜落死。
- 1971年 - ワシントンD.C.に総合文化施設ジョン・F・ケネディ・センターが竣工。
- 1974年 - ウォーターゲート事件: ジェラルド・フォード米大統領がニクソン前大統領に対する恩赦（英語版）を決定。
- 1978年 - 埼玉県狭山市の住宅地に航空自衛隊T-33が墜落。乗員2人が死亡、住宅などが延焼[6]。
- 1978年 - イラン革命: テヘランで1978年ブラックフライデー（英語版）が起こる。
- 1982年 - ボーイング767型機が運用開始。
- 1982年 - ヨーロッパ陸上競技選手権大会のために建設されたアテネ・オリンピックスタジアムが開場。
- 1986年 - 土井たか子が日本社会党の委員長に就任。日本の主要政党では初の女性党首に。
- 1988年 - 火災（Yellowstone fires of 1988）のためイエローストーン国立公園が初となる閉鎖に。
- 1989年 - パータンエアー394便墜落事故。
- 1990年 - プロ野球セ・リーグで巨人が2リーグ分裂後史上最短のリーグ優勝。
- 1991年 - マケドニア共和国がユーゴスラビアから独立。
- 1993年 - 中国の王軍霞が北京の全国運動会女子10000メートル競走で29分31秒78を記録。女子10000メートルで史上初めて30分を切る。
- 1994年 - USエアー427便墜落事故。
- 1998年 - メジャーリーグベースボールのマーク・マグワイアが1961年のロジャー・マリス以来37年ぶりに本塁打年間最多記録を更新（→1998年のMLBシーズン最多本塁打記録対決）。
- 1999年 - 池袋通り魔殺人事件発生。
- 2004年 - 2年間にわたり太陽風に含まれる粒子を採取していたアメリカの探査機「ジェネシス」が地球に帰還し、サンプル回収カプセルを再突入させる。
- 2008年 - 大相撲力士大麻問題: 露鵬・白露山に大麻吸引の陽性反応が出た問題で、北の湖日本相撲協会理事長が辞任。両力士は解雇処分。
- 2012年 - 日本プロ野球:セリーグ・パリーグの公式戦全ての試合にて、ホームランが1本も出なかった。
- 2013年 - 南米のアルゼンチン・ブエノスアイレスで開かれた第125次IOC総会で2020年の夏季オリンピックとパラリンピックの開催地が東京に決まった。
- 2016年 - NASAのミッションオサイリス・レックスにてアトラスVが打ち上げられる。
- 2017年 - 中華民国（台湾）で、頼清徳が就任宣誓を行い、新内閣が発足[7]。
- 2018年 - テニスの四大大会、全米オープンで大坂なおみがセットカウント2-0でセリーナ・ウィリアムズを下し、男女通じて日本人選手初となる四大大会シングルスを優勝。
- 2018年 - 創価学会名誉会長・池田大作が執筆する長編小説・『新・人間革命』の聖教新聞への連載が終了[8]。
- 2022年 - イギリス、英連邦王国女王エリザベス2世がスコットランドのバルモラル城で崩御（96歳没）。ロンドン橋計画の実行が開始される[9]。女王の長男のチャールズ3世が王位を継承し、新国王に即位。
- 2023年 - モロッコの高アトラス山脈でM6.8のモロッコ地震が発生。およそ約3千人が命を落とした[10]。

## 誕生日

### 人物

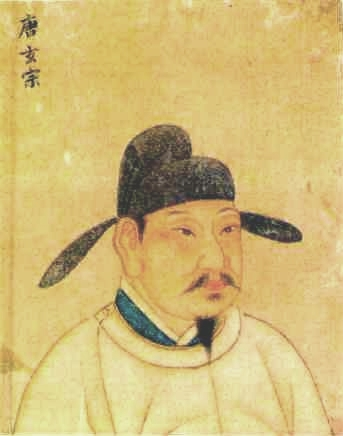
唐の第6代皇帝、玄宗（685-762）誕生。開元の治と呼ばれる善政を敷くも楊貴妃を溺愛し安史の乱を惹起。

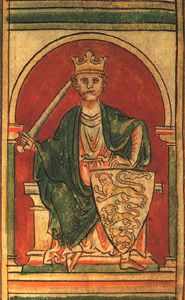
イングランド王「獅子心王」リチャード1世（1157-1199）誕生。

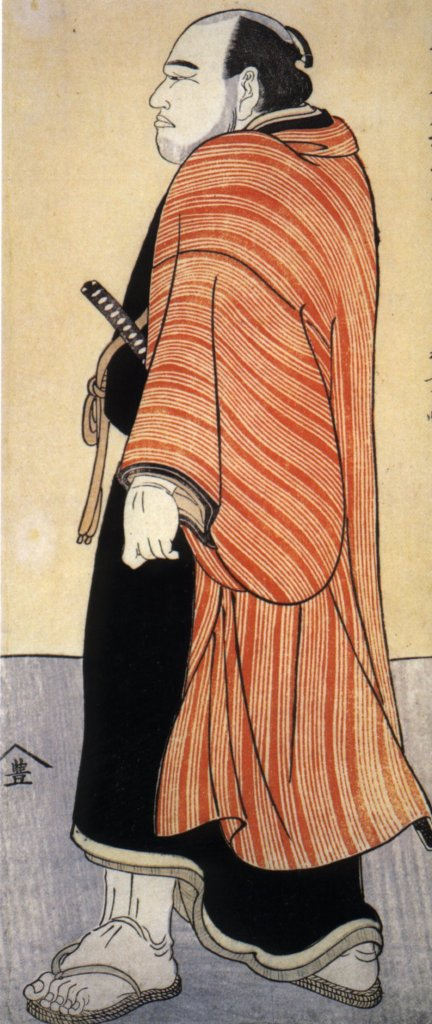
第4代横綱二代目谷風梶之助（1750-1795）誕生。

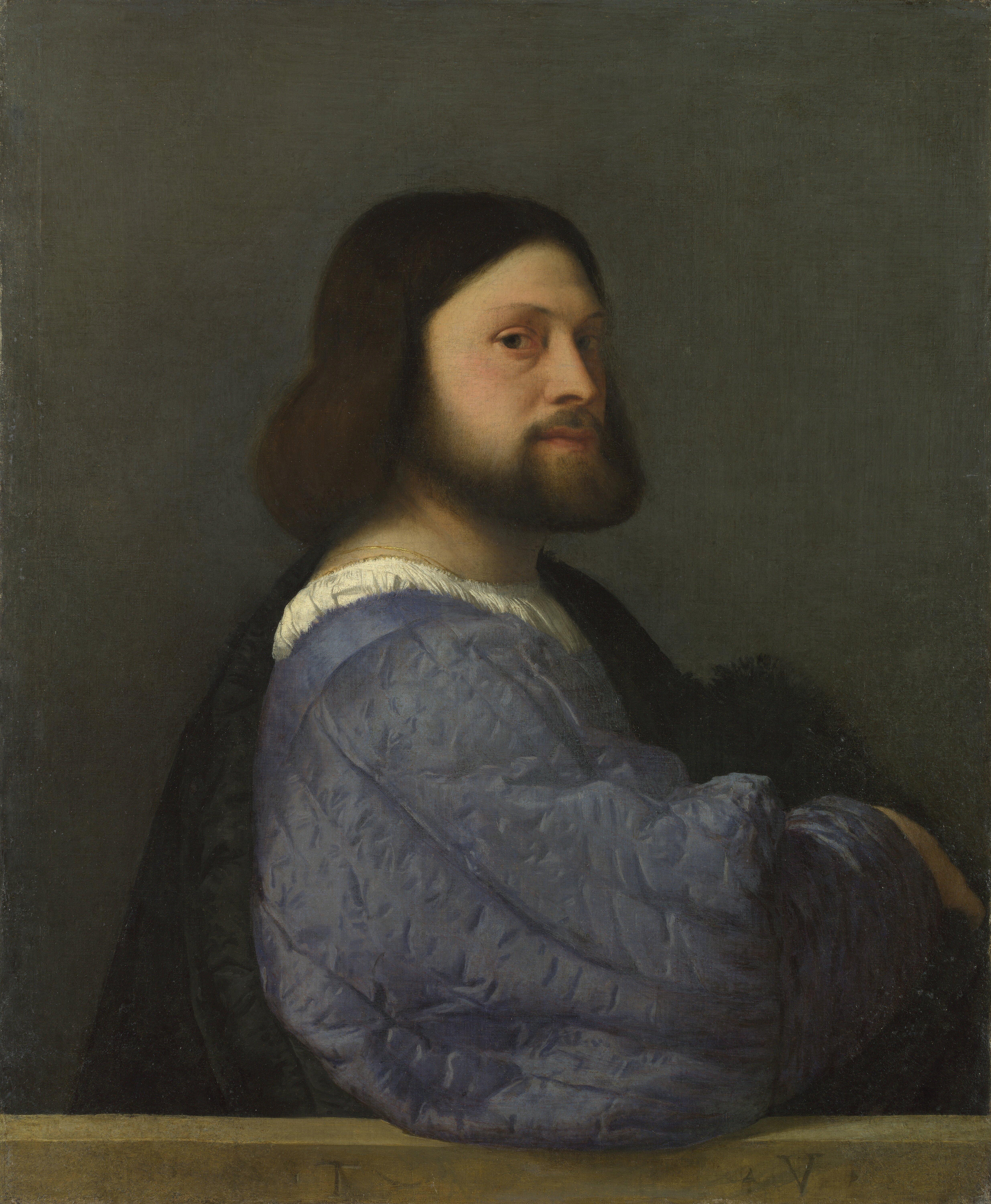
詩人ルドヴィーコ・アリオスト（1474-1533）誕生。画像はティツィアーノ画。

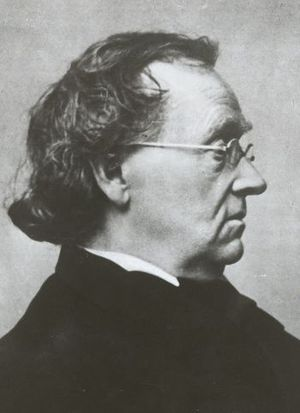
詩人エドゥアルト・メーリケ（1804-1875）誕生。

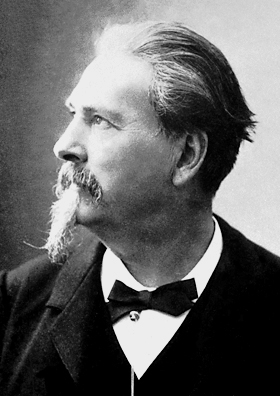
プロヴァンスの詩人、フレデリック・ミストラル（1830-1914）誕生。

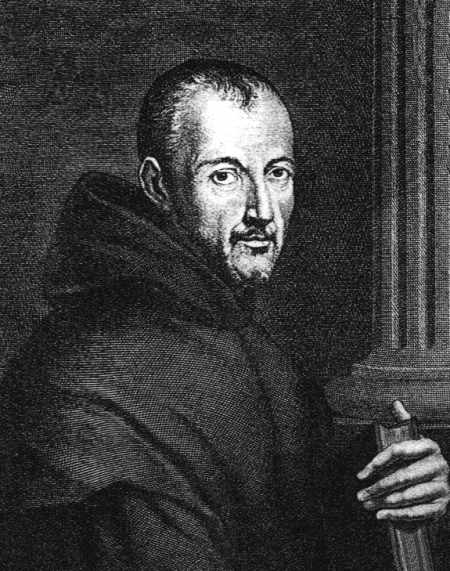
神学者・数学者・物理学者、マラン・メルセンヌ（1588-1648）誕生。音響学の父とも呼ばれる。

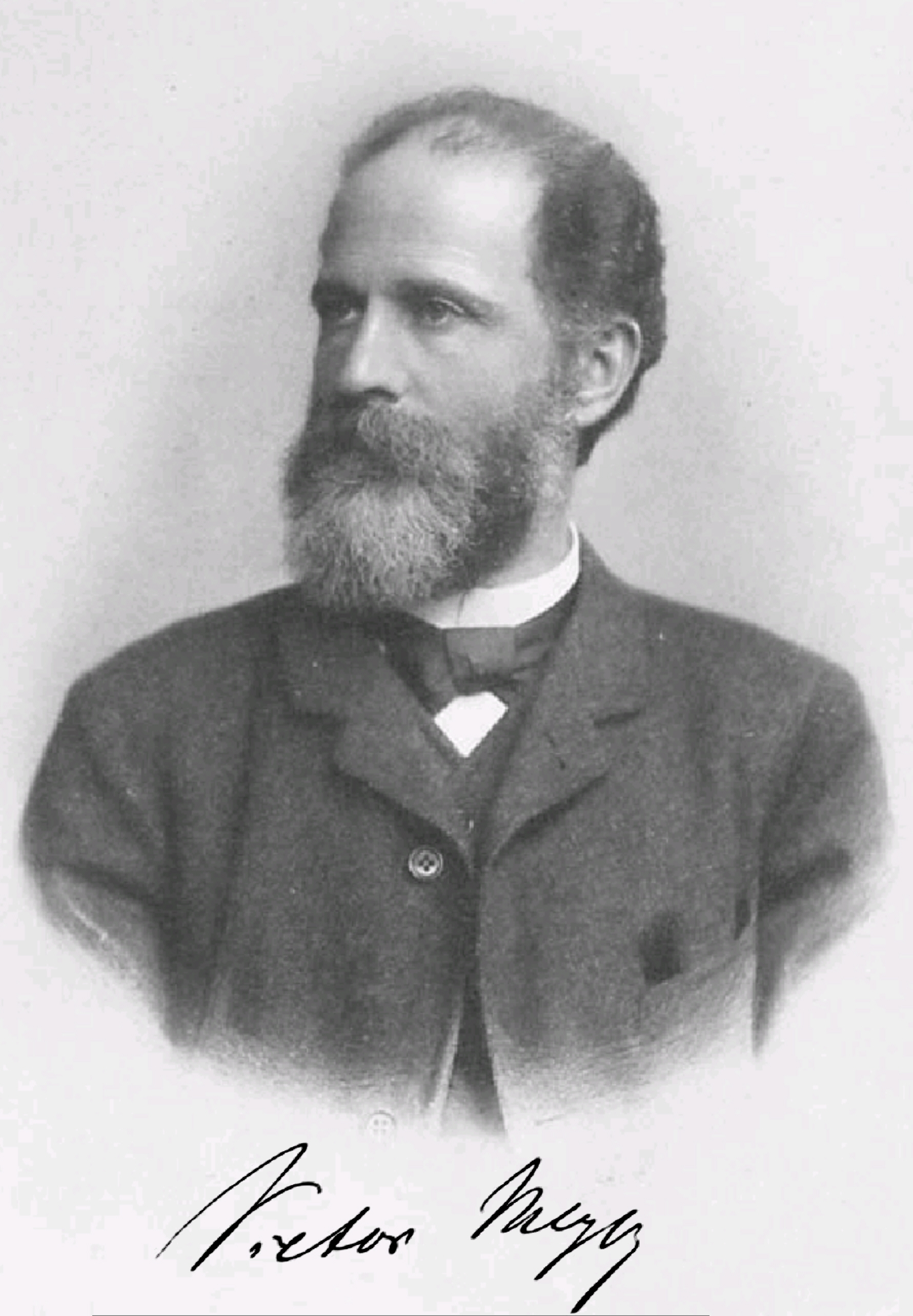
化学者ヴィクトル・マイヤー（1848-1897）誕生。

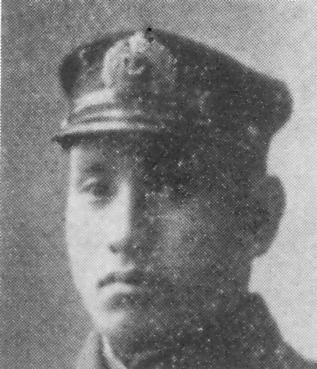
作家阿武天風（1882-1928）誕生。

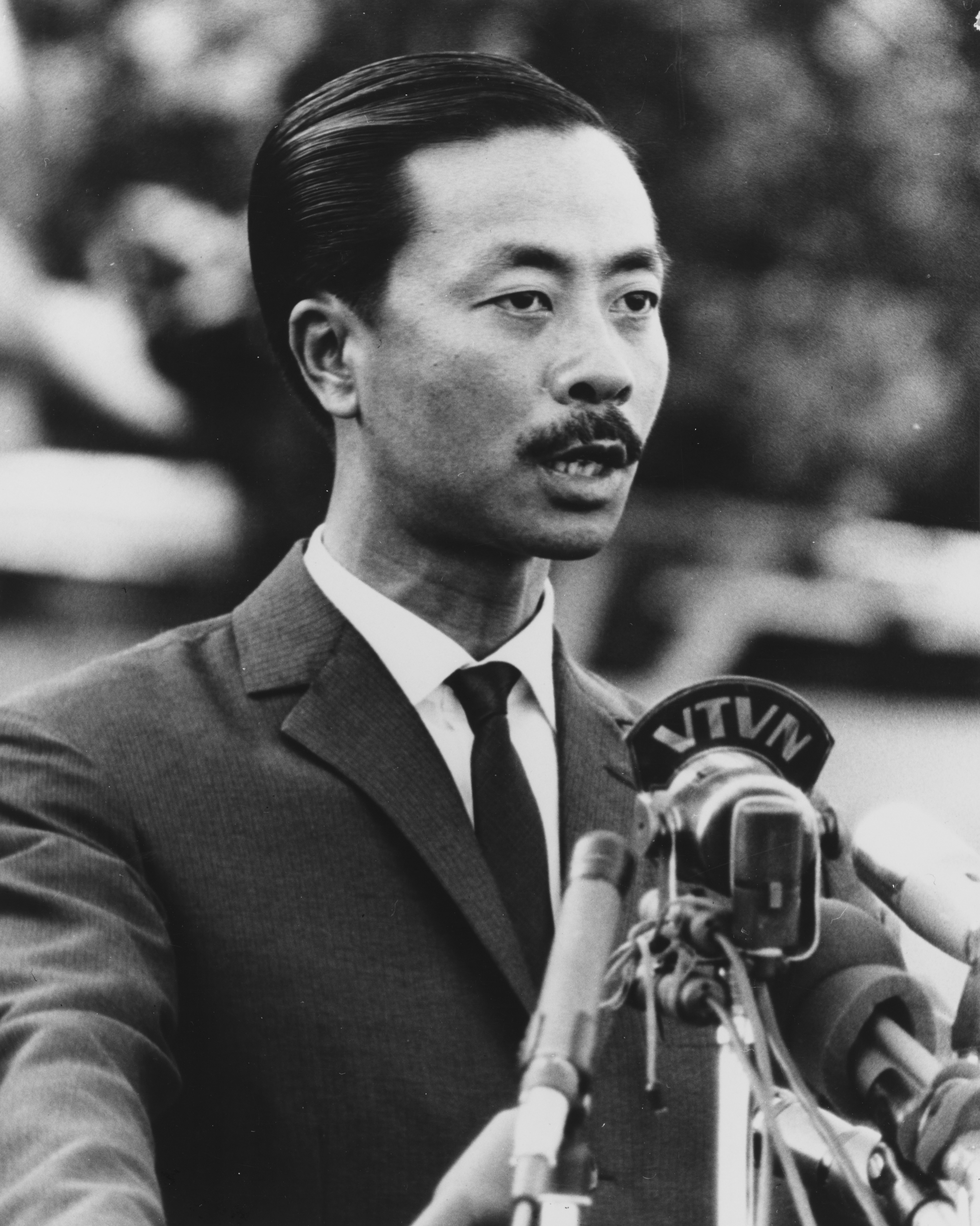
ベトナム共和国の政治家、グエン・カオ・キ（1930-2011）誕生。

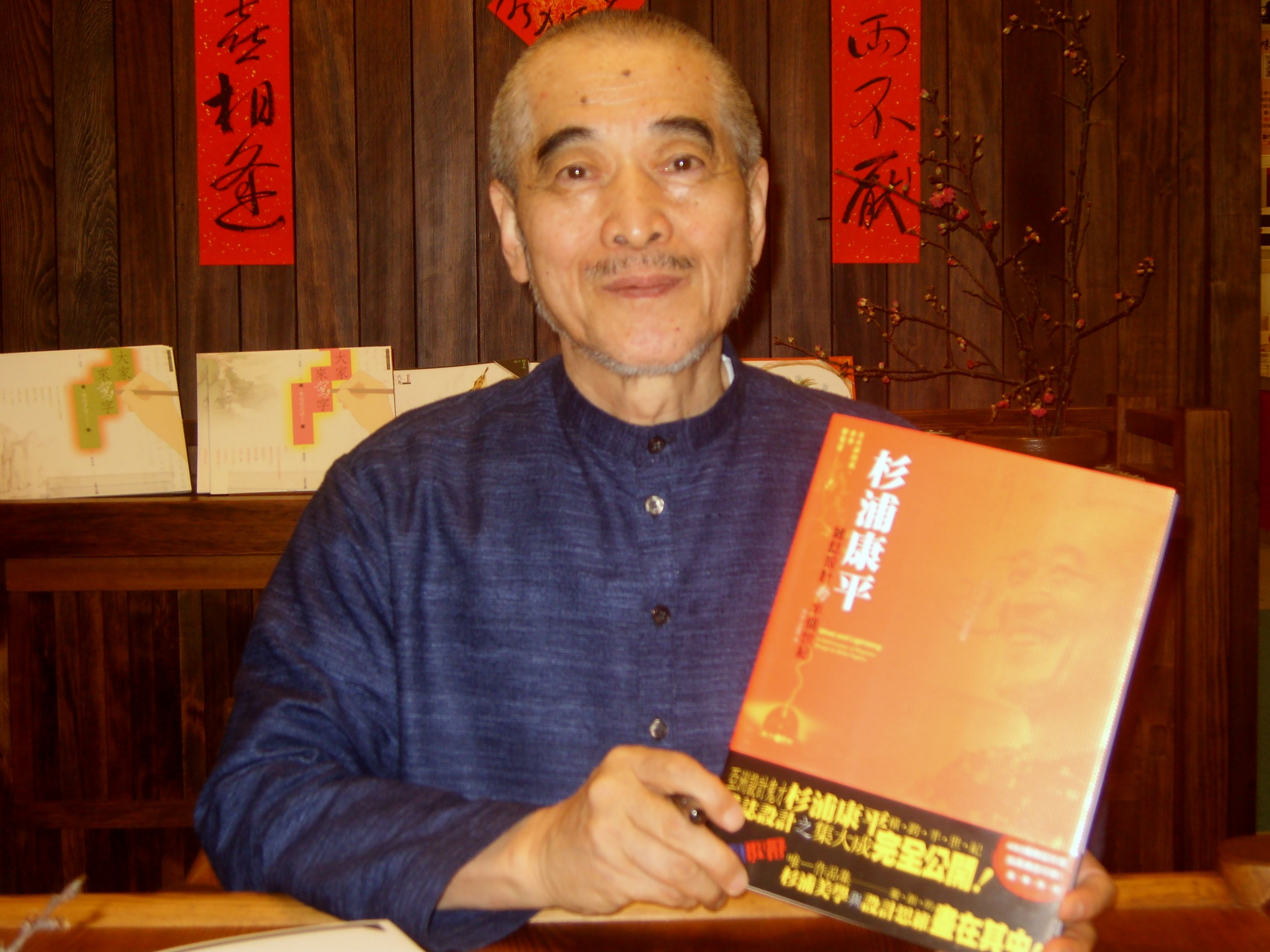
グラフィックデザイナー、杉浦康平（1932-）誕生。

- B.C.30年頃 - 聖母マリア、イエス・キリストの母（没年不詳）※伝承による日付、修正ユリウス暦採用教会のみ
- 685年（垂拱元年8月5日） - 玄宗、第6代唐皇帝（+ 762年）
- 801年 - アンスガル（英語版）、司教（+ 865年）
- 828年 - アリー・ハーディー、第10代イマーム（+ 868年）
- 1157年 - リチャード1世（獅子心王）、イングランド王（+ 1199年）
- 1209年 - サンシュ2世、ポルトガル王（+ 1248年）
- 1271年 - カルロ・マルテッロ・ダンジョ、ハンガリー王位請求者（+ 1295年）
- 1380年 - ベルナルディーノ・ダ・シエナ（英語版、イタリア語版）、司祭、宣教師（+ 1444年）
- 1442年 - ジョン・ド・ヴィアー、第13代オックスフォード伯爵（+ 1513年）
- 1474年 - ルドヴィーコ・アリオスト、詩人（+ 1533年）
- 1497年 - ヴォルフガング・マスキュラス（Wolfgang Musculus）、神学者（+ 1563年）
- 1503年（文亀3年8月18日） - 島津勝久、戦国武将（+ 1573年）
- 1515年 - アルフォンソ・サルメロン、イエズス会を創設した7人のうちの1人（+ 1585年）
- 1588年 - マラン・メルセンヌ、数学者（+ 1648年）
- 1602年（慶長7年7月23日）- 一柳直頼、初代小松藩主（+ 1645年）
- 1611年 - ヨハン・フリードリヒ・グロノヴィウス（英語版）、古典学者（+ 1671年）
- 1613年 - アンリ・アルベール・デ・ラ・グランジ・ダルキエン（フランス語版）、貴族（+ 1707年）
- 1621年 - ルイ2世、コンデ公（+ 1686年）
- 1633年 - フェルディナント4世、ローマ王（+ 1654年）
- 1649年（慶安2年8月2日） - 前田正甫、第2代富山藩主（+ 1706年）
- 1661年（寛文元年8月15日） - 松平勝以、初代多古藩主（+ 1728年）
- 1672年 - ニコラ・ド・グリニー、作曲家、オルガニスト（+ 1703年）※受洗日がこの日、生誕日がこの日かは不明
- 1680年（延宝8年8月16日） - 京極宮文仁親王、江戸時代の皇族（+ 1711年）
- 1698年 - フランソワ・フランクール、作曲家（+ 1787年）
- 1702年（元禄15年8月17日） - 池田継政、第3代岡山藩主（+ 1776年）
- 1738年 - フィリップ・シャルル・ジャン・バプティスト・トロンソン・デュ・クドレー（英語版、フランス語版）、軍人（+ 1777年）
- 1742年 - オジアス・ハンフリー（英語版）、画家（+ 1810年）
- 1749年 - ランバル公妃マリー・ルイーズ、マリー・アントワネットの女官長（+ 1792年）
- 1749年 - ポリニャック公爵夫人ヨランド・ド・ポラストロン（+ 1793年）
- 1750年（寛延3年8月8日） - 谷風梶之助 (2代目) 、大相撲力士、横綱（+ 1795年）
- 1767年 - アウグスト・ヴィルヘルム・シュレーゲル、文学者、翻訳家、文献学者、評論家（+ 1845年）
- 1769年 - 鏡岩濱之助、大相撲力士（+ 1829年）
- 1774年 - アンナ・カタリナ・エンメリック、カトリック教会聖アウグスチノ修道会の修道女（+ 1824年）
- 1779年 - ムスタファ4世、オスマン帝国の第29代皇帝（+ 1808年）
- 1783年 - ニコライ・フレデリク・セヴェリン・グルントヴィ、作家、詩人（+ 1872年）
- 1803年 - レオン・フォシェ（英語版、フランス語版）、政治家（+ 1854年）
- 1804年 - エドゥアルト・メーリケ、詩人（+ 1875年）
- 1808年 - ヴェンデラ・ヘッベ、ジャーナリストとして正規雇用された初めての女性（+ 1899年）
- 1813年（文化4年8月14日） - 松平信進、第9代小島藩主（+ 1863年）
- 1814年 - シャルル・エティエンヌ・ブラッスール・ド・ブールブール、カトリック司祭（+ 1874年）
- 1815年 - アレクサンダー・ラムジー、第34代アメリカ合衆国陸軍長官（+ 1903年）
- 1815年 - ジュゼッピーナ・ストレッポーニ、ソプラノ歌手（+ 1897年）
- 1822年 - カール・フォン・ディトマール（英語版）、地質学者（+ 1892年）
- 1824年 - ハイメ・ヌノ（英語版）、作曲家（+ 1908年）
- 1828年 - ジョシュア・チェンバレン、軍人（+ 1914年）
- 1830年 - フレデリック・ミストラル、詩人（+ 1914年）
- 1831年 - ヴィルヘルム・ラーベ、小説家（+ 1910年）
- 1836年 - 高崎正風、志士、歌人、作詞家（+ 1912年）
- 1837年 - 早矢仕有的、丸善創業者（+ 1901年）
- 1841年 - アントニン・ドヴォルザーク、作曲家（+ 1904年）
- 1841年 - チャールズ・J・ギトー、聖職者、作家、法律家、ジェームズ・ガーフィールド大統領の暗殺犯（+ 1882年）
- 1847年（弘化4年7月29日） - 大岡忠貫、第8代岩槻藩主、子爵（+ 1920年）
- 1848年 - ヴィクトル・マイヤー、化学者（+ 1897年）
- 1852年（旧暦7月25日） - 高宗、朝鮮王朝第26代国王（+ 1919年）
- 1854年 - ハインリヒ・クロイツ、天文学者（+ 1907年）
- 1856年 - ヨハネス・ヴィルジング、天文学者（+ 1943年）
- 1857年 - ゲオルク・ミヒャエリス、ドイツ帝国の第6代帝国宰相（+ 1936年）
- 1859年（安政6年8月12日） - 松平義勇、第13代高須藩主（+ 1891年）
- 1863年 - W・W・ジェイコブズ、小説家（+ 1943年）
- 1864年 - ヤーコプ・フォン・ユクスキュル、生物学者（+ 1944年）
- 1864年 - レオナルド・ホブハウス、社会学者、政治学者、倫理学者、ジャーナリスト（+ 1929年）
- 1866年 - アマリア・プガ・デ・ロサダ（英語版）、作家（+ 1963年）
- 1867年 - アレクサンドル・パルヴス、政治活動家（+ 1924年）
- 1870年 - 長田桃蔵、政治家（+1943年）
- 1873年 - アルフレッド・ジャリ、小説家、劇作家（+ 1907年）
- 1881年 - ハリー・ヒルマン、陸上競技選手（+ 1945年）
- 1881年 - 井戸泰、医学者（+ 1919年）
- 1881年 - レフィク・サイダム、トルコ首相（+ 1942年）
- 1882年 - 阿武天風、小説家（+ 1928年）
- 1884年 - 松山省三、画家、実業家（+ 1970年）
- 1886年 - ニノン・ヴァラン、ソプラノ歌手（+ 1961年）
- 1889年 - ロバート・タフト、米上院議員（+ 1953年）
- 1892年 - ハインリッヒス・スクーヤ、藻類学者、植物学者（+ 1972年）
- 1893年 - 坪井誠太郎、地質学者（+ 1986年）
- 1893年 - ジョルジュ・デトレイユ（英語版、フランス語版）、サイクリスト（+ 1957年）
- 1894年 - 三保松子、女優（+没年不詳）
- 1894年 - ウィレム・ペイペル、作曲家（+ 1947年）
- 1896年 - ハワード・ディーツ（英語版）、作詞家（+ 1983年）
- 1897年 - イェフィム・ゴリシェフ、画家、作曲家（+ 1970年）
- 1897年 - ジミー・ロジャーズ、カントリー歌手（+ 1933年）
- 1899年 - メイ・マカヴォイ、女優（+ 1984年）
- 1901年 - ヘンドリック・フルウールト、南アフリカ連邦・南アフリカ共和国第7代首相（+ 1966年）
- 1902年 - 菊池淡水、尺八奏者、歌手（+1990年）
- 1903年 - 石田磊、商工官僚（+1987年）
- 1903年 - 田村孝之介、画家（+ 1986年）
- 1903年 - ジェーン・アーバー（英語版）、作家（+ 1994年）
- 1904年 - ロバート・G・スプリングスティーン（英語版）、映画監督（+ 1989年）
- 1906年 - ロッテル・エミーリア、フィギュアスケート選手（+ 2003年）
- 1906年（ユリウス暦8月26日） - アンドレイ・キリレンコ、政治家（+ 1990年）
- 1906年 - ドニ・ド・ルージュモン、思想家（+ 1985年）
- 1907年 - フィリップ・フィッシャー、投資家（+ 2004年）
- 1907年 - バック・レナード、野球選手（+ 1997年）
- 1908年 - 十朱久雄、俳優（+ 1985年）
- 1909年 - 出雲八重子、女優（+没年不詳）
- 1910年 - ジャン＝ルイ・バロー、俳優（+ 1994年）
- 1911年 - ヴォルフガング・シュペーテ、ドイツ空軍のエース・パイロット（+ 1997年）
- 1912年 - 亀田忠、プロ野球選手（+ 1976年）
- 1912年 - アレクサンダー・マッケンドリック、映画監督（+ 1993年）
- 1913年 - メアリー・カルー、陸上競技選手（+ 2002年）
- 1914年 - ディミトリオス1世、コンスタンディヌーポリ総主教（+ 1991年）
- 1916年 - ポール・ロラン（フランス語版）、物理学者（+ 2006年）
- 1917年 - 町村鉄雄、実業家、元総合リース（現三井住友ファイナンス&リース）社長（+ 1992年）
- 1918年 - 中村良夫、技術者、 元ホンダF1チーム監督（+1994年）
- 1918年 - デレック・バートン、化学者（+ 1998年）
- 1918年 - 井上親一郎、プロ野球選手
- 1919年 - マリア・ラスニック、画家（+ 2014年）
- 1919年 - ヴォルフ・C・ハートウィッグ（英語版、ドイツ語版）、映画プロデューサー（+ 2017年）
- 1920年 - マドレーヌ・ルベリオー（英語版、フランス語版）、歴史家（+ 2005年）
- 1922年 - エクトル・ロセット、チェス選手（+ 2009年）
- 1922年 - シド・シーザー、俳優、声優、コメディアン（+ 2014年）
- 1922年 - リンドン・ラルーシュ、社会活動家（+ 2019年）
- 1923年 - ラスール・ガムザートフ、詩人（+ 2003年）
- 1924年 - ウェンデル・H・フォード、第53代ケンタッキー州知事（+ 2015年）
- 1925年 - 堺左千夫、俳優（+ 1998年）
- 1925年 - ピーター・セラーズ、俳優（+ 1980年）
- 1926年 - 井上芳夫、映画監督
- 1927年 - ハーラン・ハワード（英語版）、作曲家（+ 2002年）
- 1928年 - 五十嵐喜芳、声楽家（+ 2011年）
- 1929年 - クリストフ・フォン・ドホナーニ、指揮者
- 1930年 - ジャネット・アルウェッグ、フィギュアスケート選手
- 1930年 - グエン・カオ・キ、政治家（+ 2011年）
- 1930年 - マリオ・アドルフ、俳優
- 1931年 - 川口節子、女優
- 1932年 - 杉浦康平、グラフィックデザイナー
- 1932年 - 松山照夫、俳優
- 1932年 - パッツィー・クライン、カントリー・ミュージック歌手（+ 1963年）
- 1933年 - マイケル・フレイン、小説家、劇作家、翻訳家
- 1933年 - アシャ・ボスレ、歌手
- 1934年 - 二宮政昭、元プロ野球選手
- 1935年 - 東郷幸、元プロ野球選手
- 1935年 - 今井康夫、元プロ野球選手
- 1935年 - フリードリヒ・ボーンバッハ（Friedrich Baumbach）、チェス選手
- 1935年 - ウィリアム・ヴァンス（英語版）、漫画家
- 1936年 - 宗近晴見、俳優、声優
- 1936年 - 浦田直治、元プロ野球選手
- 1937年 - 荻原賢三、俳優（+1999年）
- 1937年 - Cüneyt Arkın、女優（+ 2022年）
- 1937年 - ヴィルナ・リージ、女優（+ 2014年）
- 1937年 - 小西秀朗、プロ野球選手（+ 2020年）
- 1937年 - エドナ・アダン・イスマイル、社会活動家
- 1938年 - 井上俊、社会学者
- 1938年 - 堀江謙一、ヨット冒険家
- 1938年 - 佐藤道輔、高校野球指導者（+ 2009年）
- 1938年 - サム・ナン、政治家、法律家
- 1941年 - 山口英夫、将棋棋士（+ 2018年[11]）
- 1941年 - 大倉修吾、ラジオパーソナリティ（+ 2016年）
- 1941年 - バーニー・サンダース、政治家
- 1943年 - 大熊忠義、元プロ野球選手
- 1943年 - 林省之介、政治家
- 1943年 - 大塚弥寿男、プロ野球選手（+ 2008年）
- 1944年 - 下須崎詔一、元プロ野球選手
- 1946年 - 城春樹、俳優
- 1947年 - ワレリー・アファナシエフ、ピアニスト
- 1948年 - ザ・グレート・カブキ、プロレスラー
- 1949年 - 青江ひとみ、作詞家
- 1949年 - 原田明、化学者
- 1949年 - 坂本義雄、元プロ野球選手
- 1949年 - 岩佐基治、元プロ野球選手
- 1950年 - 有賀徹、医師
- 1950年 - 小林浩二、元プロ野球選手
- 1950年 - 龍田直樹、声優
- 1950年 - 長谷川勉、元プロ野球選手
- 1951年 - 木之元亮、俳優
- 1952年 - 土師孝也、俳優、声優
- 1952年 - 白石珠江、女優
- 1952年 - 桂ひな太郎、落語家
- 1953年 - 福井謙二、アナウンサー
- 1953年 - パスカル・グレゴリー、俳優
- 1953年 - 内田健二、アニメプロデューサー
- 1954年 - マイケル・シャーマー、懐疑主義者
- 1956年 - マーク・フォーリー、政治家
- 1956年 - 大川正男、実業家、公認会計士
- 1956年 - ステファン・ヨハンソン、F1ドライバー
- 1956年 - モーリス・チークス、バスケットボール選手
- 1957年 - のなかみのる、漫画家
- 1957年 - 真咲よう子、演歌歌手
- 1958年 - 宮本充、声優
- 1958年 - 寺島令子、漫画家
- 1959年 - 島津冴子、声優
- 1960年 - エイミー・マン、シンガーソングライター
- 1960年 - 小野瀬厚、裁判官、法務官僚
- 1960年 - 紺野美沙子、女優、エッセイスト
- 1960年 - 鈴木亜久里、レーサー
- 1960年 - 高橋巨典、アナウンサー
- 1960年 - 月本裕、作家（+ 2008年）
- 1960年 - 船尾修、写真家
- 1960年 - 松井常松、ミュージシャン（BOØWY）
- 1961年 - 浜岡浩幸、元プロ野球選手
- 1962年 - トーマス・クレッチマン、俳優
- 1962年 - 高山郁夫、プロ野球選手
- 1963年 - 松本人志、お笑い芸人（ダウンタウン）
- 1963年 - 李寧、体操選手
- 1963年 - 渡辺伸治、元プロ野球選手
- 1964年 - 戸田恵美子、アナウンサー
- 1964年 - スコット・レビー、プロレスラー
- 1964年 - ブラッド・シルバーリング、映画監督
- 1965年 - 勝崎耕世、スポーツ指導者
- 1965年 - 山下貴司、政治家、弁護士
- 1966年 - シャーリー・クランプ、歌手
- 1966年 - キャローラ、歌手
- 1966年 - 田中ユタカ、漫画家
- 1967年 - 高橋しん、漫画家
- 1967年 - 横田久則、元プロ野球選手
- 1967年 - 山田真実、元プロ野球選手
- 1968年 - 近藤真市、元プロ野球選手
- 1968年 - 服部道子、元プロゴルファー
- 1968年 - 吉田太、元プロ野球選手
- 1968年 - レイ・ウイルソン、ミュージシャン
- 1969年 - 中西哲生、サッカー選手、スポーツジャーナリスト
- 1969年 - ガリー・スピード、サッカー選手、指導者（+ 2011年）
- 1970年 - ラトレル・スプリーウェル、バスケットボール選手
- 1970年 - 市場孝之、元プロ野球選手、元大相撲力士
- 1970年 - 大殿英武、元力士
- 1970年 - 清水貴博、元俳優
- 1970年 - くまいもとこ、声優、ナレーター
- 1970年 - ニーコ・ケース、シンガーソングライター
- 1970年 - 平松昭子、イラストレーター
- 1970年 - 大橋里美、元アナウンサー
- 1971年 - 高山美図紀、元アイドル、歌手、女優、モデル、タレント
- 1971年 - マーティン・フリーマン、俳優
- 1971年 - デヴィッド・アークエット、俳優
- 1972年 - 大石まどか、歌手
- 1972年 - 関智一[12]、声優
- 1973年 - 安孫子里香、女優
- 1973年 - 是空とおる、漫画家
- 1973年 - ボブ・ウォルコット、元プロ野球選手
- 1973年 - 市原圭、元プロ野球選手
- 1974年 - 渡邉英徳、工学者
- 1974年 - こぶしのぶゆき、声優
- 1975年 - 伊東絵実、声優
- 1975年 - エレーナ・リホフツェワ、テニス選手
- 1975年 - 末次由紀、漫画家
- 1975年 - 李乙容、元サッカー選手
- 1976年 - 秋本祐希、女優
- 1976年 - チャン・シャルケン、テニス選手
- 1977年 - 石黒正数[13]、漫画家
- 1977年 - クリストル・ブストス、ソフトボール選手
- 1977年 - 真田アサミ、声優
- 1977年 - 広沢タダシ、ミュージシャン
- 1978年 - ギル・メッシュ、元プロ野球選手
- 1979年 - 飯沼千恵子、女優、モデル
- 1979年 - P!NK、歌手
- 1979年 - SONOMI、歌手
- 1979年 - 中川聡、アナウンサー
- 1979年 - ヒオルビス・ドゥベルヘル、野球選手
- 1980年 - 山口一郎、ミュージシャン（サカナクション）
- 1980年 - 門脇舞以、声優
- 1980年 - ムブイレニ・ムラウジ、陸上競技選手（+ 2014年）
- 1981年 - モアテン・ガムスト・ペデルセン、サッカー選手
- 1981年 - 茂庭照幸、サッカー選手
- 1981年 - 高松大樹、元サッカー選手
- 1981年 - ジョナサン・テイラー・トーマス、俳優
- 1981年 - 花咲ゆき美、演歌歌手
- 1982年 - 前田和哉、元サッカー選手
- 1982年 - 菅野はやか、競艇選手
- 1982年 - さわやか五郎、お笑い芸人（上々軍団）
- 1983年 - 本多加奈、女優
- 1983年 - ヒューマン中村、お笑い芸人
- 1983年 - 西村弥、元プロ野球選手
- 1983年 - ニック・ハンドリー、元プロ野球選手
- 1983年 - 片山奨典、元サッカー選手
- 1983年 - ディエゴ・ベナリオ、元サッカー選手
- 1983年 - ウィル・ブレイロック、バスケットボール選手
- 1984年 - 阿部健太、元プロ野球選手
- 1984年 - 酒本憲幸、サッカー選手
- 1984年 - ビタリー・ペトロフ、レーシングドライバー
- 1985年 - デニス・ファン、フィギュアスケート選手
- 1985年 - 関めぐみ、女優
- 1985年 - 小椋祥平、元サッカー選手
- 1985年 - 新里智将、バスケットボール選手
- 1985年 - 藤川ありさ、元グラビアアイドル
- 1985年 - 光村龍哉、ミュージシャン （NICO Touches the Walls）
- 1986年 - 黒石高大、格闘家
- 1986年 - 後藤圭太、サッカー選手
- 1986年 - ジョアン・モウティーニョ、サッカー選手
- 1987年 - 本仮屋ユイカ、女優
- 1987年 - ガブリエル・ドニゼッチ・サンターナ、サッカー選手
- 1987年 - ブレンダ・マルティネス、陸上競技選手
- 1987年 - 君嶋麻耶、ファッションモデル、俳優
- 1987年 - ウィズ・カリファ、ラッパー
- 1988年 - 中田唯、元ファッションモデル
- 1988年 - 金藤理絵、競泳選手
- 1988年 - ゆーびーむ☆、お笑いタレント
- 1988年 - チャンス・ラフィン、元プロ野球選手
- 1989年 - 松山傑、元プロ野球選手
- 1989年 - アヴィーチー、DJ（+ 2018年）
- 1989年 - 濱田祐太郎、漫談家
- 1989年 - 辻直人、バスケットボール選手
- 1990年 - 仲村瑠璃亜、女優
- 1990年 - 英里子、モデル
- 1990年 - 神原麻由、女優
- 1990年 - 前田かおり、AV女優
- 1990年 - NAMI、ソングライター、編曲家、DJ、歌手、リミキサー
- 1990年 - 中村剛教、柔道家
- 1990年 - 永田拓也、サッカー選手
- 1990年 - 能條ジョー、構成作家
- 1990年 - ザック・コリアー、プロ野球選手
- 1990年 - ゲリット・コール、プロ野球選手
- 1991年 - 蓑輪貴幸、バレーボール指導者
- 1991年 - 岩田ゆい、アイドル、女優
- 1991年 - CHiYO、元歌手
- 1991年 - 下沖勇樹、元プロ野球選手
- 1991年 - パク・ソダム、女優
- 1992年 - 池田咲紀子、サッカー選手
- 1992年 - 川内鴻輝、陸上競技選手
- 1992年 - 村北沙織、元声優
- 1992年 - ダン・アルタビラ、プロ野球選手
- 1993年 - 藤田慶和、ラグビー選手
- 1993年 - 辻陽太、プロレスラー
- 1993年 - 大庭絃子[14]、ヴァイオリニスト
- 1994年 - 和氣あず未、声優
- 1994年 - 近藤太郎、スピードスケート選手
- 1995年 - 渡辺友裕、声優、俳優
- 1995年 - 近藤きらら、舞台俳優
- 1995年 - 古川侑利、元プロ野球選手
- 1995年 - 野﨑零也、バスケットボール選手
- 1995年 - 斎藤大生、ハンドボール選手
- 1995年 - 川辺駿、サッカー選手
- 1996年 - 唯月ふうか、歌手、女優、アイドル、タレント
- 1996年 - 高木美佑、声優（Wake Up, Girls!）
- 1997年 - ラーズ・ヌートバー、プロ野球選手
- 1998年 - 石田菜々海、サッカー選手
- 1998年 - 杉岡大暉[15]、サッカー選手
- 1998年 - 戦慄かなの、アイドル
- 2000年 - まりあ、女優、ダンサー
- 2000年 - 蛭間拓哉、プロ野球選手
- 2001年 - 古川優奈、ファッションモデル
- 2002年 - 澤野春香、元アイドル（元BOSO娘）
- 2003年 - 代木大和、プロ野球選手
- 2005年 - 髙田優、サッカー選手
- 2007年 - 池端杏慈、ファッションモデル、女優
- 生年不詳 - 電脳少女はーちゃん。、ディスクジョッキー
- 生年不詳 - 藤澤友里、声優
- 生年不詳 - 渡部俊樹、声優
- 生年不詳 - 広瀬竜一、声優

### 人物以外（動物など）
- 1956年 - たけし、日本の第1次南極観測隊に同行した雄の三毛猫
- 2003年 - 隆浜、ジャイアントパンダ
- 2003年 - 秋浜、ジャイアントパンダ
- 2015年 - 豆三郎、動物タレント、柴犬

## 忌日

### 人物

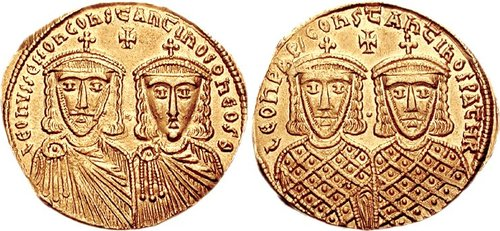
東ローマ帝国皇帝、レオーン4世（750-780）没。

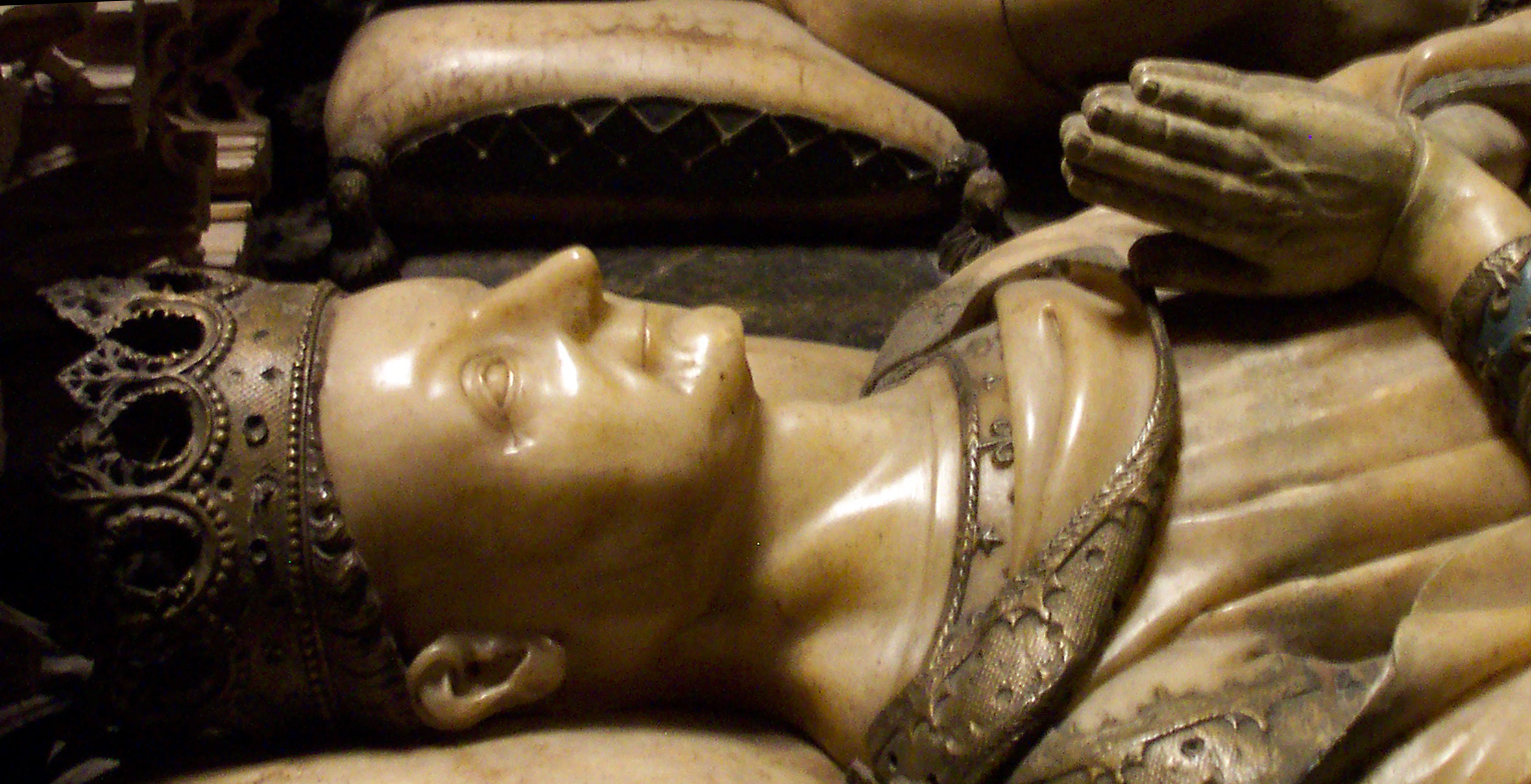
ナバラ王カルロス3世（1361-1425）没。

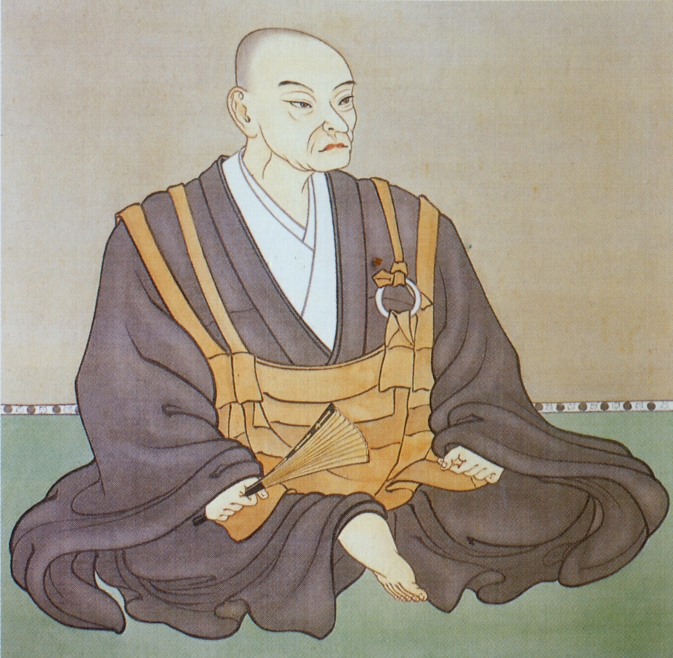
戦国大名北条早雲（1456-1519）没。

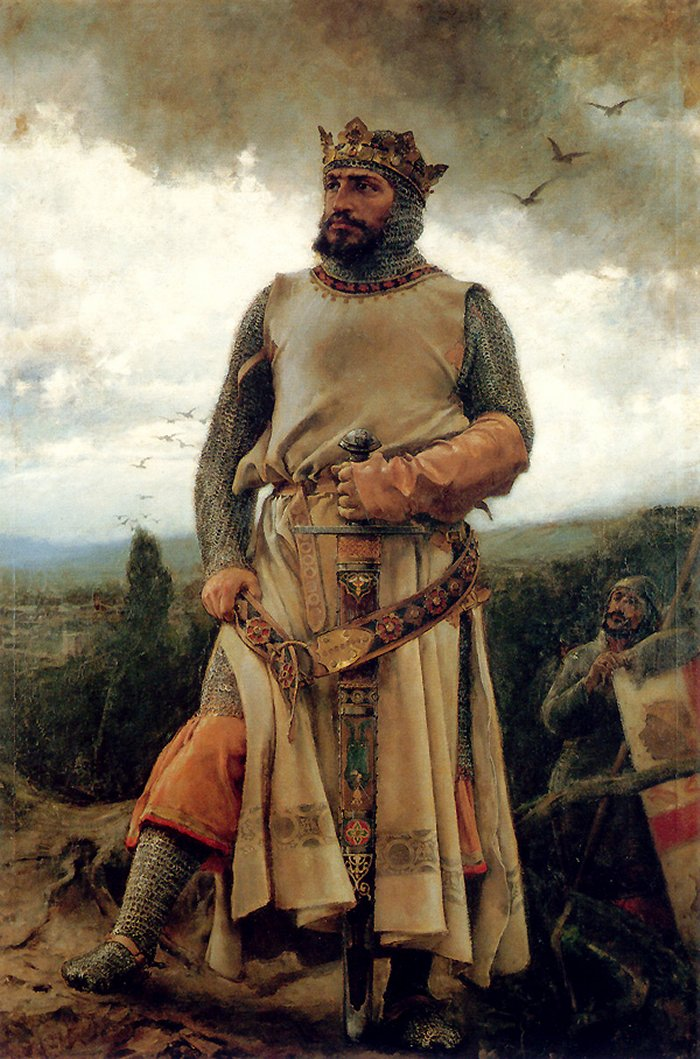
アラゴン王アルフォンソ1世（1073もしくは1074-1134）没。

ナポリとシチリアの王妃、マリア・カロリーナ・ダズブルゴ（1752-1814）没。

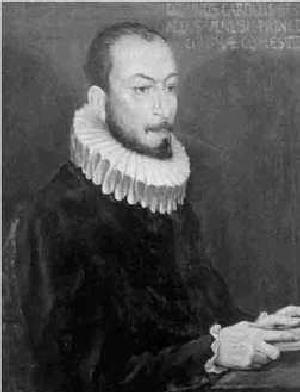
作曲家カルロ・ジェズアルド(1566-1613)没。

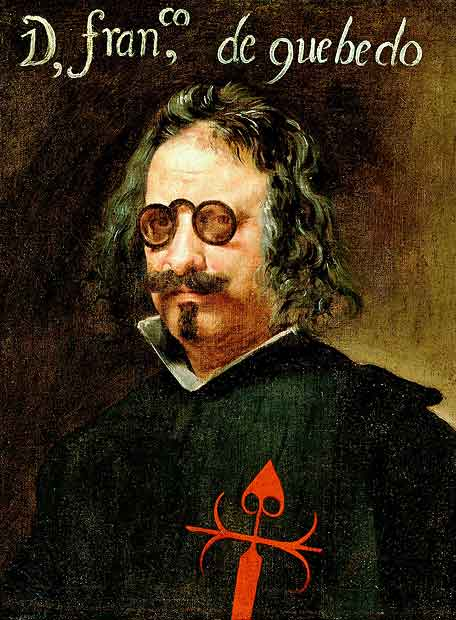
詩人フランシスコ・デ・ケベード（1580-1645）没。

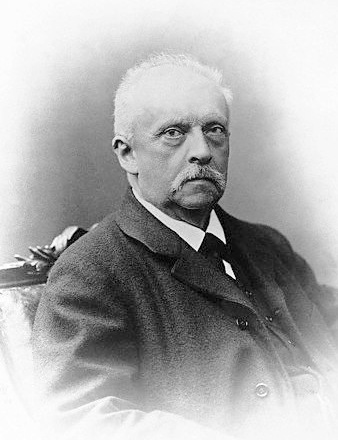
生理学者・物理学者、ヘルマン・フォン・ヘルムホルツ（1821-1894）没。

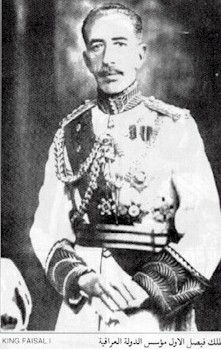
初代イラク王ファイサル1世（1883-1933）没。

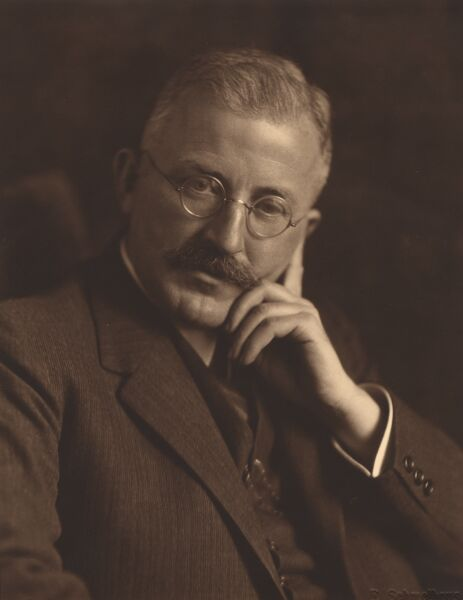
化学者ヘルマン・シュタウディンガー（1881-1965）没。

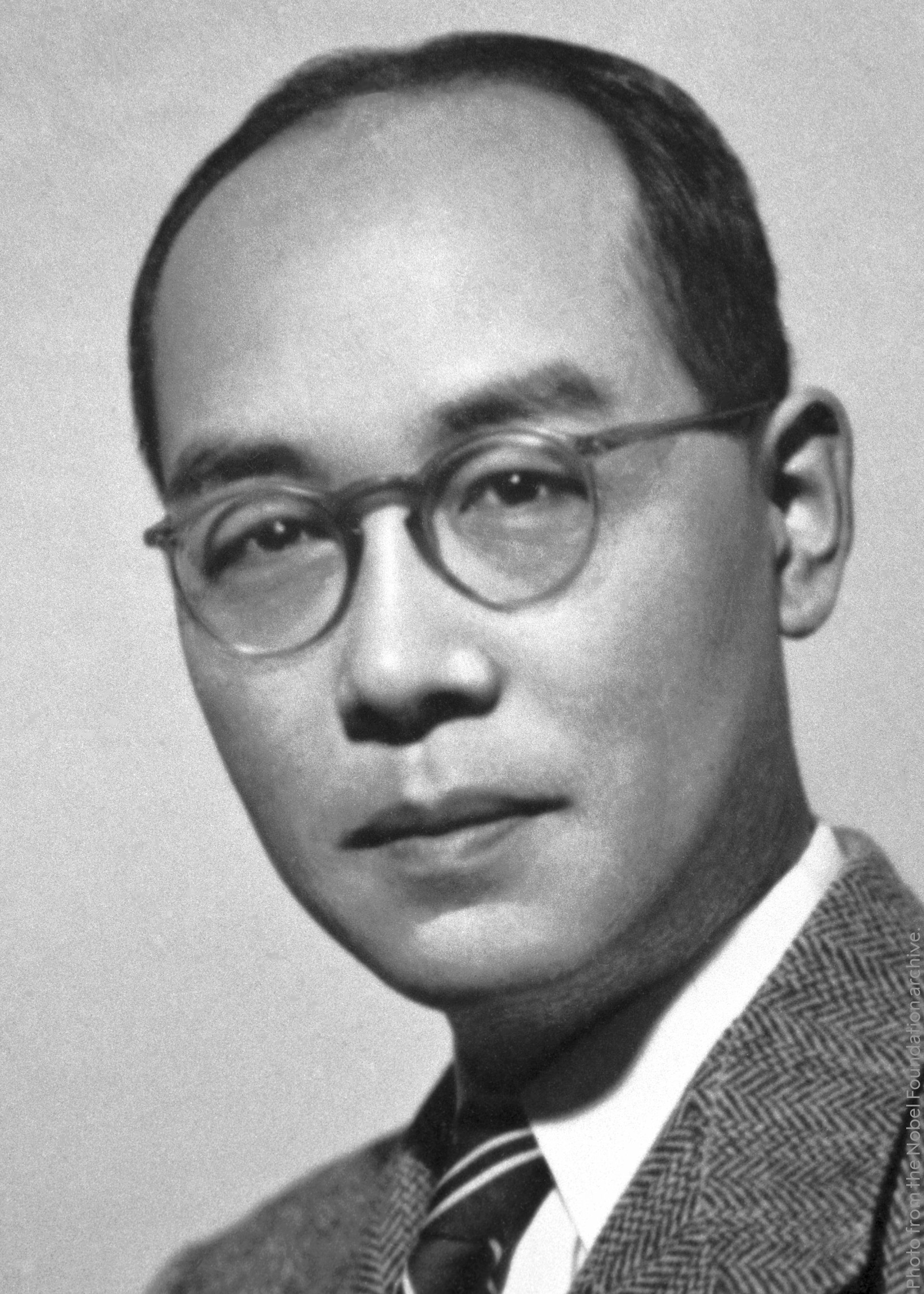
物理学者湯川秀樹（1907-1981）没。

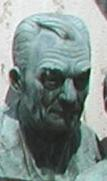
医学者ジョン・フランクリン・エンダース（1897-1985）没。

- 780年 - レオーン4世、東ローマ皇帝（* 750年）
- 1134年 - アルフォンソ1世、アラゴン・ナバラ王（* 1073年もしくは1074年）
- 1425年 - カルロス3世、ナバラ王（* 1361年）
- 1519年（永正16年8月15日） - 北条早雲、戦国大名（* 1573年）
- 1600年（慶長5年8月1日） - 鳥居元忠、戦国武将（* 1539年）
- 1613年 - カルロ・ジェズアルド、作曲家（* 1566年?）
- 1627年 - フアン・サンチェス・コターン、画家（* 1560年）
- 1636年 - ジョヴァンニ・セメンツァ（イタリア語版）、画家（* 1583年）
- 1645年 - フランシスコ・デ・ケベード、詩人（* 1580年）
- 1675年 - アマーリエ、オランダ総督フレデリック・ヘンドリックの妃（* 1602年）
- 1727年 - ジュゼッペ・バルトロメオ・チアリ、画家（* 1654年）
- 1754年（宝暦4年7月18日） - 芳沢あやめ (2代目)、歌舞伎役者（* 1702年）
- 1757年 - ユスト・ヴィーデヴェルト（ドイツ語版）、彫刻家（* 1677年）
- 1779年 - ビャルニ・パウルソン（英語版）、医師、博物学者、アイスランド初代保健局長（* 1719年）
- 1780年 - ジャンヌ＝マリー・ルプランス・ド・ボーモン、作家（* 1711年）
- 1864年 - ヨハネス・フォン・ガイセル、ケルン大司教、枢機卿（* 1796年）
- 1811年 - ペーター・ジーモン・パラス、動物学者、植物学者（* 1741年）
- 1812年 - シャルル・アンドレ・メルダ、フランス革命・第一帝政期の軍人（* 1770年）
- 1814年 - マリア・カロリーナ・ダズブルゴ、両シチリア王フェルディナンド1世の妃（* 1752年）
- 1829年（文政12年8月11日） - 鏡岩濱之助、大相撲力士、元小結（* 1769年）
- 1858年 - マティルデ・マレンキーニ（英語版）、画家（* 1779年）
- 1869年 - ウィリアム・フェッセンデン、第26代アメリカ合衆国財務長官（* 1806年）
- 1881年 - フレデリック・ファン・オラニエ＝ナッサウ、オランダの王族（* 1797年）
- 1882年 - ジョゼフ・リウヴィル、数学者（* 1809年）
- 1893年 - ルーク・ショート、西部開拓時代のガンマン（* 1854年）
- 1894年 - ヘルマン・フォン・ヘルムホルツ、生理学者、物理学者（* 1821年）
- 1894年 - フィリップ、パリ伯（* 1838年）
- 1895年 - アダム・オペル、実業家、オペル創業者（* 1837年）
- 1902年 - アドルフォ・タルギオーニ・トッツェッティ、農学者、昆虫学者（* 1823年）
- 1902年 - 長與專齋、医学者（* 1838年）
- 1914年 - ピョートル・ネステロフ、ロシア帝国のパイロット（* 1887年）
- 1920年 - ハーモン・ノースロップ・モース（英語版）、化学者（* 1848年）
- 1921年 - ヤン・ヤンスキー（英語版）、血清学者、神経学者、精神科医（* 1873年）
- 1922年 - レオン・ボナ、画家（* 1833年）
- 1923年 - 野呂景義、冶金学者（* 1854年）
- 1924年 - 奥繁三郎、第12・14代衆議院議長（* 1861年）
- 1926年 - トーマス・栗原、映画監督（* 1885年）
- 1933年 - ロバート・チーズブロー（英語版）、化学者（* 1837年）
- 1933年 - ファイサル1世、イラク王（* 1883年）
- 1935年 - 床次竹二郎、逓信大臣、鉄道大臣、内務大臣（* 1867年）
- 1944年 - 枝正義郎、映画監督（* 1888年）
- 1945年 - 川島義之、陸軍大臣（* 1878年）
- 1945年 - 高松静男、野球選手（* 1895年）
- 1946年 - 若宮貞夫、逓信官僚、政治家（* 1875年）
- 1947年 - 桃川若燕 (2代目)、講談師（* 1873年）
- 1947年 - ヴィクトール・オルタ、建築家 （* 1861年）
- 1949年 - リヒャルト・シュトラウス、作曲家（* 1864年）
- 1952年 - ウィリアム・フレデリック・ラム（英語版）、建築家（* 1883年）
- 1953年 - フレデリック・ヴィンソン、第53代アメリカ合衆国財務長官（* 1890年）
- 1954年 - カーティス・ウィルバー、第43代アメリカ合衆国海軍長官（* 1867年）
- 1954年 - アンドレ・ドラン、画家（* 1880年）
- 1956年 - オスカル・カウフマン、建築家（* 1873年）
- 1964年 - 中沢弘光、画家（* 1874年）
- 1965年 - ヘルマン・シュタウディンガー、化学者（* 1881年）
- 1965年 - ドロシー・ダンドリッジ、女優（* 1922年）
- 1966年 - 可児徳、体育学者（* 1874年）
- 1967年 - 小原直、検察官、弁護士、政治家、第36代司法大臣、第52代内務大臣、第3代厚生大臣、第5代法務大臣、第2代国家公安委員会委員長（* 1877年）
- 1967年 - 岩崎彦弥太、実業家（* 1895年）
- 1970年 - 藤井深造、実業家、三菱重工業初代社長（* 1893年）
- 1970年 - パーシー・スペンサー、電子技術者、電子レンジ発明者（* 1894年）
- 1972年 - 斎藤昇、官僚、政治家、第46・48代厚生大臣、第28代運輸大臣（* 1903年）
- 1972年 - ウォーレン・ケアロハ、競泳選手、1920年アントワープ五輪・1924年パリ五輪金メダリスト（* 1903年）
- 1974年 - ヴォルフガング・ヴィントガッセン、テノール歌手（* 1914年）
- 1975年 - 久留勝、医学者、医学博士（* 1902年）
- 1978年 - パンチョ・ヴラディゲロフ、作曲家（* 1899年）
- 1978年 - リカルド・サモラ、サッカー選手（* 1901年）
- 1979年 - ジーン・セバーグ、女優（* 1938年）
- 1980年 - ウィラード・リビー、化学者（* 1908年）
- 1981年 - 湯川秀樹、物理学者（* 1907年）
- 1983年 - アントナン・マーニュ、自転車競技選手（* 1904年）
- 1984年 - 長島銀蔵、実業家、政治家（* 1901年）
- 1985年 - ジョン・フランクリン・エンダース、医学者（* 1897年）
- 1985年 - 吉沢博[16]、映画音楽指揮者、作曲家（* 1908年）
- 1987年 - 八木保太郎、脚本家（* 1903年）
- 1989年 - ポール・ワイス、生物学者（* 1898年）
- 1991年 - アレックス・ノース、作曲家（* 1910年）
- 1994年 - 東野英治郎、俳優（* 1907年）
- 1997年 - 松沢卓二、銀行家、元富士銀行頭取、全国銀行協会連合会会長（* 1913年）
- 1999年 - 村沢牧、政治家（* 1924年）
- 2000年 - 栗原益男、東洋史学者、上智大学名誉教授（* 1918年）
- 2000年 - 晴乃パーチク、漫才師（* 1926年）
- 2002年 - 稲葉三千男、社会学者、政治家、東京大学名誉教授、元東京都東久留米市長（* 1927年）
- 2003年 - レニ・リーフェンシュタール、映画監督、写真家（* 1902年）
- 2004年 - フランク・トーマス、アニメーター（* 1912年）
- 2004年 - 水上勉、作家（* 1919年）
- 2004年 - 秋吉契里、シンガーソングライター（* 生年非公表）
- 2006年 - ピーター・ブロック、レーシングドライバー（* 1945年）
- 2007年 - 福嶋健助、政治家。第4代埼玉県深谷市長（* 1932年）
- 2008年 - 永井潔、画家（* 1916年）
- 2008年 - 内藤登、政治家、元山梨県韮崎市長（* 1923年）
- 2008年 - 奥井功、実業家、元積水ハウス社長（* 1931年）
- 2008年 - エクトル・ザズー、作曲家、音楽プロデューサー（* 1948年）
- 2008年 - エヴァン・タナー、総合格闘家（* 1971年）
- 2009年 - オーゲ・ニールス・ボーア、物理学者、ノーベル物理学賞受賞者（* 1922年）
- 2010年 - 久保幸江、歌手（* 1924年）
- 2010年 - イスラエル・タル、軍人、メルカバ戦車創設者（* 1924年）
- 2010年 - ジョージ・クリストファー・ウィリアムズ、進化生物学者（* 1926年）
- 2010年 - 阿部三郎、弁護士、日本弁護士連合会元会長、オウム真理教破産管財人（* 1926年）
- 2011年 - ヴォー・チ・コン、政治家、第2代ベトナム社会主義共和国国家評議会議長（国家元首相当）（* 1912年）
- 2012年 - ビル・モグリッジ、インダストリアルデザイナー（* 1943年）
- 2013年 - 助川弘之、政治家、元茨城県土浦市長（* 1928年）
- 2014年 - マグダ・オリヴェロ、ソプラノ歌手（* 1910年）
- 2014年 - 青木十良、チェリスト（* 1915年）
- 2014年 - ジェラルド・ウィルソン、ジャズ音楽家（* 1918年）
- 2014年 - 山崎圭[17]、官僚、元環境事務次官、バイエル薬品名誉会長（* 1930年）
- 2014年 - ショーン・オヘア、プロレスラー、格闘家（* 1971年）
- 2015年 - 宝生あやこ、女優（* 1917年）
- 2015年 - ウォーキーン・アンドゥハー、プロ野球選手（* 1952年）
- 2016年 - プリンス・バスター、歌手、プロデューサー、サウンドシステムオーナー（* 1938年）
- 2016年 - ヨハン・ボータ、テノール歌手（* 1965年）
- 2016年 - ハンネス・アルヒ、曲技飛行パイロット、登山家（* 1967年）
- 2017年 - ピエール・ベルジェ、実業家、イヴ・サンローラン共同創業者（* 1930年）
- 2017年 - ジェリー・パーネル、SF作家（* 1933年）
- 2017年 - 友鵬勝尊、大相撲力士（* 1956年）
- 2017年 - 中嶋聡彦、俳優、声優、音響監督（* 1962年）
- 2018年 - 高田勇、自治官僚、政治家、元長崎県知事（* 1926年）
- 2018年 - 土井輝生、法学者、弁護士、早稲田大学名誉教授（* 1926年）
- 2018年 - ゲンナディ・ガグリア（英語版）、政治家、アブハジア共和国初代首相（* 1947年）
- 2018年 - チェルシー・スミス、歌手、女優、1995年ミス・ユニバース優勝者（* 1973年）
- 2019年 - 金星煥、漫画家、画家（* 1932年）
- 2019年 - 西村吉正、大蔵官僚（* 1940年）
- 2020年 - ロナルド・ハーウッド、劇作家、脚本家（* 1934年）
- 2020年 - ジョセフ・チェノットゥ、外交官、駐日教皇大使（* 1943年）
- 2020年 - 中村敏一、生物学者、大阪大学名誉教授、アンジェス創業者（* 1945年）
- 2021年 - 深澤弘、アナウンサー（* 1936年）
- 2021年 - アート・メトラーノ、コメディアン、俳優（* 1936年）
- 2021年 - 今川正美、政治家、元衆議院議員（* 1947年）
- 2021年 - ディートマー・ローレンツ、柔道家、1980年モスクワ五輪金メダリスト（* 1950年）
- 2021年 - エブゲニー・ジニチェフ、軍人、政治家、第三代ロシア緊急事態大臣（* 1966年）
- 2022年 - エリザベス2世、イギリス女王（* 1926年）
- 2022年 - 鈴木志郎康、詩人、映像作家（* 1935年）
- 2022年 - ソニー・ウェスト、ロカビリー歌手（* 1937年）
- 2023年 - 湯沢雍彦、社会学者（* 1930年）
- 2023年 - 寺沢武一、漫画家（* 1955年）
- 2024年 - 松前達郎、教育者、政治家、元東海大学総長（* 1927年）
- 2024年 - 鉄流、ジャーナリスト、作家（* 1933年）
- 2024年 - 渡辺武信、詩人、建築家、映画評論家（* 1938年）
- 2024年 - 川添象郎、音楽プロデューサー（* 1941年）
- 2024年 - エド・クレインプール、プロ野球選手（* 1944年）
- 2024年 - 篠原恵美、声優（* 1963年）

### 人物以外（動物など）
- 2021年 - ブロードアピール、競走馬（* 1994年）

## 記念日・年中行事

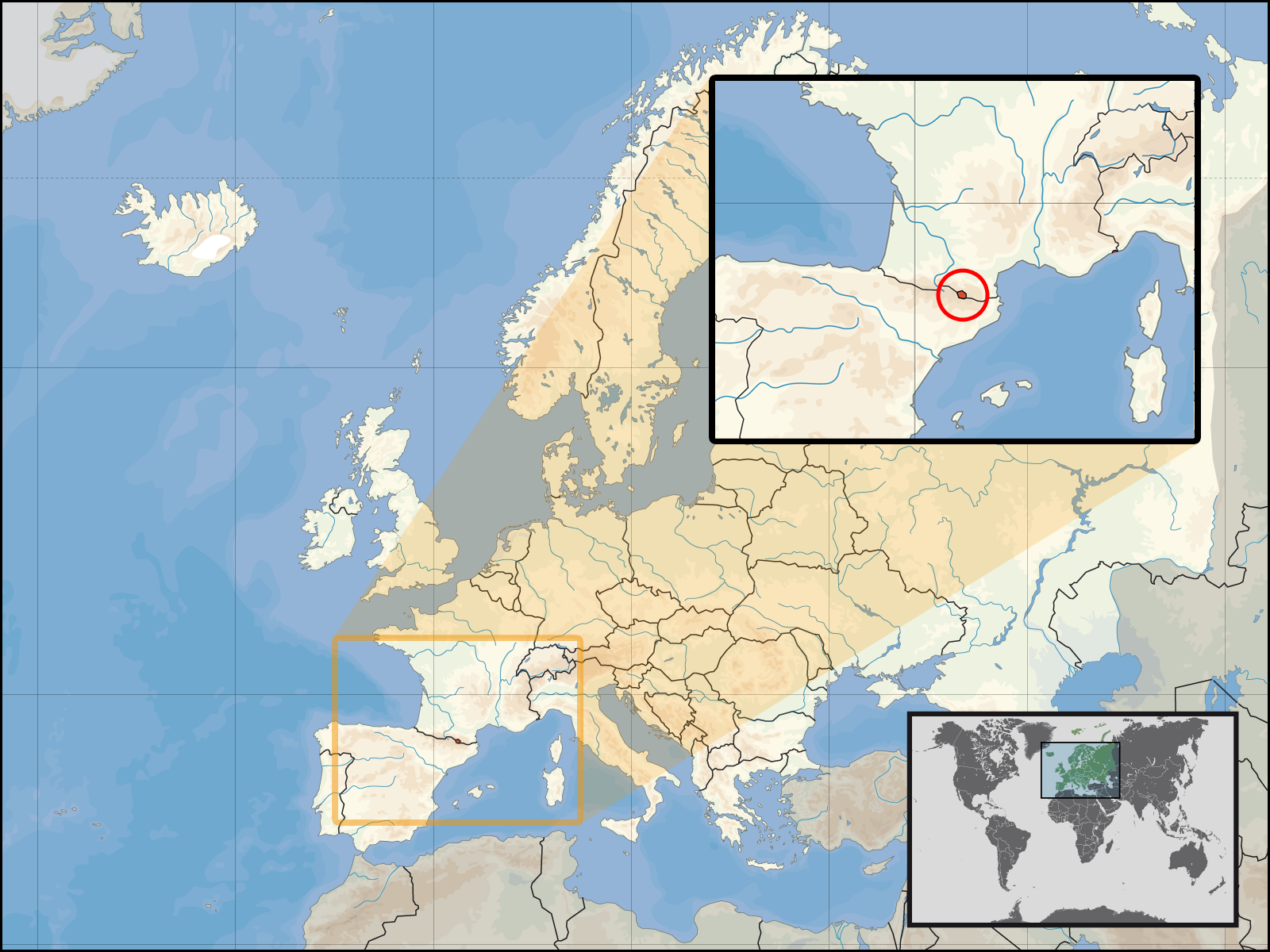
アンドラの位置図（国家の日／メリチェイの神の母の日）

- 白露（ 日本では2007年・2008年・2010年）※日付不定
二十四節気の一つ。
- 国際識字デー (International Literacy Day)
1965年のこの日、イランのテヘランで開かれた世界文相会議でイラン国王モハンマド・レザー・パフラヴィーが軍事費の一部を識字教育にまわす提唱をしたことを記念して、ユネスコが制定。国際デーの一つ。
- 勝利の日（英語版）（ マルタ）
1565年のこの日のマルタ包囲戦での勝利、および、1943年のこの日のイタリアの降伏を記念する祝日。
- 国家の日／メリチェイの神の母（カタルーニャ語版、英語版）の日（ アンドラ）
1873年に聖母マリアがアンドラの守護聖人となり、1921年よりその記念日9月8日を国家の祝日とした。
- 防衛の日・パキスタン海軍の日（ パキスタン）
1971年の第二次印パ戦争に因む。9月6日は空軍の日、9月7日は陸軍の日。
- 独立記念日（ 北マケドニア）
1991年のこの日、マケドニアがユーゴスラビアから独立。
- 聖母マリア誕生の祝日（キリスト教）
- クレバ（KREVA）の日（ 日本）
ヒップホップアーティストKREVAは、メジャーデビュー以来毎年9月8日にアルバムをリリースするなど話題性の高いアクションを展開。2013年に日本記念日協会から記念日として認定された。日付は「クレバ」と読む語呂合わせから[18]。
- 桑の日（ 日本）
「く(9)わ(8)」の語呂合せ。 福岡県八女市の株式会社お茶村が制定[19]。また、桑の産地である沖縄県浦添市の商工会議所や事業者らでつくる市多角的蚕糸絹産業協議会もこの日を「桑の日」と定め、桑を原料としたお茶やお菓子といった特産品のPR活動を行っている。